# NEO
Neo – polski boys band założony w 2014 roku, grający muzykę pop.

## Kariera
Pierwszy skład zespołu debiutował gościnnymi występami w programach Pytanie na śniadanie w TVP2 oraz Dzień dobry TVN.  W kwietniu 2015 zaprezentowali debiutancki singiel „Feelings”, a w czerwcu – singiel „La luna”. Obie piosenki miały znaleźć się na minialbumie, zatytułowanym NEO-Espana, który jednak nigdy nie doczekał się premiery. 30 grudnia 2015 przedstawili kolejny singiel, „Ja”. W międzyczasie wygrali plebiscyt użytkowników portalu Eska.pl na najbardziej wyczekiwany album artystów młodego pokolenia, zdobywając 43,15% głosów. 9 stycznia 2016 zaprezentowali singiel „Twój czas”, a w lutym 2016 wydali pierwszy album studyjny, zatytułowany Dreamers.
Zespół brał udział w drugiej edycji programu Przygarnij mnie w TVP2. Na jego potrzeby grupa skomponowała i nagrała piosenkę tytułową.
W czerwcu 2017 zespół ogłosił zakończenie działalności.

## Dyskografia

### Albumy studyjne
- Dreamers (2016)

### Single
- 2015 – „Feelings”
- 2015 – „La luna”
- 2016 – „Ja”
- 2016 – „Twój czas”

## Członkowie zespołu

### Obecni członkowie zespołu
| Imię i nazwisko         | Data i miejsce urodzenia           |
| ----------------------- | ---------------------------------- |
| Marcin „Nico” Nowak     | 25 kwietnia 1990 w Warszawie       |
| Filip „Phil” Habowski   | 15 marca 1994 w Suchej Beskidzkiej |
| Hubert „Mike” Jabłoński | 19 grudnia 1997 w Giżycku          |
| Kamil „Oli” Kacprzyk    | 31 marca 1998 w Radomiu            |

### Byli członkowie zespołu
| Imię i nazwisko          | Data i miejsce urodzenia  |
| ------------------------ | ------------------------- |
| Mateusz „Matti” Jakubiec | 7 lutego 1993 w Mikołowie |
| Piotr „Pete” Gozdek      | 25 marca 1997 w Siedlcach |